# Gemeinschaftskraftwerk Schweinfurt
Das von der GKS Gemeinschaftskraftwerk Schweinfurt GmbH betriebene GKS Gemeinschaftskraftwerk Schweinfurt ist ein Kohlekraftwerk mit angeschlossener Müllverbrennungsanlage. Es befindet sich in Schweinfurt. Es versorgt diverse ortsansässige Großbetriebe und große Teile der Wohngebiete der Stadt mit Fernwärme. Zudem ist es der größte Stromerzeuger innerhalb des Stadtgebiets.

## Unternehmensporträt
Die GKS Gemeinschaftskraftwerk Schweinfurt GmbH wurde gegründet, um die ortsansässigen Gesellschafter mit Heizwärme zu versorgen. Der Bau eines Kohleheizkraftwerkes, in dem in Kraft-Wärme-Kopplung (KWK) Fernwärme bereitgestellt werden sollte, wurde 1990 realisiert. Die Müllverbrennungsanlage wurde 1994 in Betrieb genommen. Wichtige Gesellschafter und Wärmeabnehmer sind:
- FAG Kugelfischer (2006 Teil der Schaeffler-Gruppe)
- SKF
- Stadtwerke Schweinfurt
- ZF Friedrichshafen, Standort Schweinfurt

## Beschreibung der Technik
Das Kohleheizkraftwerk besteht aus zwei Dampfkesseln mit einer jeweiligen Feuerungswärmeleistung von 63 MW. Der Jahresbedarf an Steinkohle ging von ursprünglich 45.000 t immer mehr zurück, auf nur noch 28.180 t im Jahr 2018. Eingekauft wurde 2018 die Steinkohle in Polen (22.000 t), Kolumbien (5000 t) und Russland (1400 t). Die Abgase aus der Kohleverbrennung durchlaufen eine Rauchgasentschwefelungsanlage und einen Gewebefilter. Der der Anlage vorgeschaltete Kohlebunker besitzt ein Fassungsvermögen von 300 t. Die Anlieferung der Kohle erfolgt mittels Schiff- und Bahntransport.
In das Heizkraftwerk wurde eine thermische Abfallbehandlungsanlage mit drei Ofenlinien integriert. Jeder Ofen hat eine Feuerungswärmeleistung von 18,9 MW und ist für einen Abfalldurchsatz von 8 t/h ausgelegt. Seit 1994 werden die in der Region Main-Rhön anfallenden Restabfälle entsorgt.
Jährlich werden 155.000 t Abfälle verbrannt. Dabei entstehen neben 5300 t Rauchgasreinigungsprodukte 41.540 t Schlacke sowie 42,7 GWh Strom und 232 GWh Fernwärme. Die Feuerungen sind als Vorschubrost ausgeführt, der Feuerungsbetrieb erfolgt im Gegenstrom. Zur Rauchgasreinigung durchläuft das Abgas aus der Abfallverbrennung die nachfolgend aufgeführten Komponenten:
- Selektive nichtkatalytische Reduktion
- Multizyklon
- Sprühtrockner
- Gewebefilter
- zweistufiger Wäscher

Die Abfälle (Hausmüll, Sperrmüll, Gewerbeabfall) werden ausschließlich durch LKW angeliefert. Der Müllbunker hat eine Maximalkapazität von 7000 t.
Die Rauchgase aus den Verbrennungsprozessen werden über einen 97,5 m hohen Kamin abgeführt.
Der Netzanschluss erfolgt auf der 110-kV-Hochspannungsebene in das Stromnetz des Verteilnetzbetreibers Bayernwerk.
Ab 2020 wird im GKS Klärschlamm in einer Eigenentwicklung verbrannt. 9000 Jahrestonnen sollen 3000 t Kohle ersetzen. Ziel ist eine Reduzierung der Immissionen, insbesondere von Kohlendioxid. Eingeblasen wird der Klärschlamm auf die Roste des Kohleteils, wo Temperaturen bis 1400 Grad herrschen.
2018 hat der Müllteil mit 493.700 Megawattstunden mehr Leistung als in irgendeinem anderen Jahr seit Inbetriebnahme produziert.

## Einzugsgebiet Müllverbrennung

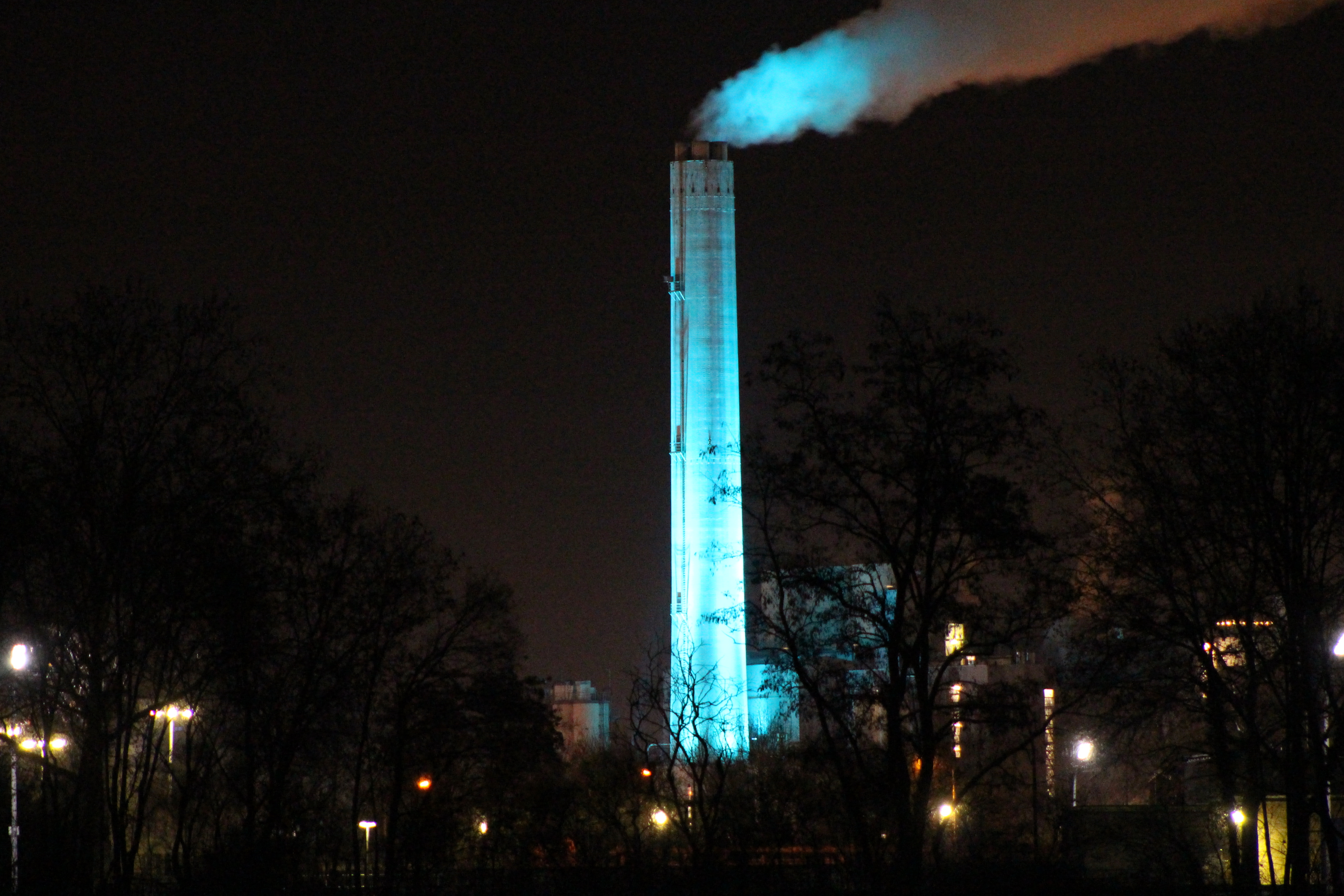
Schornstein bei Nacht

Das Einzugsgebiet der Müllverbrennungsanlage umfasst die kreisfreien Städte Aschaffenburg, Kaufbeuren und Schweinfurt sowie die Landkreise Aschaffenburg, Haßberge, Main-Spessart, Main-Tauber, Miltenberg, Rhön-Grabfeld und Schweinfurt.